# Serviço e voleio
Serviço e voleio, Saque-e-voleio, ou ainda "Big Game", é um estilo de jogo no tênis onde o jogador que está sacando move rapidamente em direção à rede após efetuar o serviço. O jogador que serviu então tenta fazer um voleio (este sendo um retorno onde a bola é atingida sem permitir que esta quique no chão), ao invés do estilo padrão, onde o servidor fica atrás após o serviço, buscando um groundstroke (um retorno onde a bola quica no chão antes de ser atingida pela raquete).
O objetivo desta estratégia é colocar pressão imediata no oponente, com a intenção de terminar pontos rapidamente. O defensor é obrigado a fazer bons retornos para evitar que o servidor ganhe vantagem. Esta tática é especialmente útil em campos de tênis rápidos, tais como grama, embora seja menos útil em campos mais lentos. Para que a tática seja bem-sucedida, o jogador tentando esta tática deve efetuar bons serviços, ou ser excepcionalmente rápido para movimentar-se próximo à rede.

## Histórico
Segundo o colunista do IG, Paulo Cleto, o saque-e-voleio foi um estilo sedimentado e aprimorado por americanos e australianos. Por uma razão muito simples: em três dos quatro Grand Slams o piso era grama, piso que clamava e facilitava este estilo. A grama era rápida e as bolas também.
Para facilitar o estilo, além da grama dos Grand Slams, quando não se jogava no cimento rápido, piso original da Califórnia, celeiro n. 1 do tênis americano, os torneios aconteciam nos rapidíssimos carpetes de borracha em todos os torneios indoors, o que cobria prticamente todo o outono e inverno do hemisfério norte.
Até meados da década de 1950, quando Pancho Gonzales dominou o tenis, este estilo de jogo marcou uma época. Organizadores dos campeonatos passaram a criar regras e a mudar o piso para tentar diminuir o domínio deste estilo de jogo.
Nomes que fizeram história como Pete Sampras, Goran Ivanisevic, Patrick Rafter, Stan Smith, Tony Trabert, entre vários outros brilhavam com bons saques e belos voleios.
A evolução tática, física e tecnológica do esporte fez os adeptos do saque-e-voleio - em sua concepção original - entrarem em extinção atualmente. Ele enfrenta problemas para sobreviver devido à evolução e às condições de jogo atuais, onde são usados golpes agressivos e regulares de fundo de quadra. Assim, subir á rede transformou-se em tática suicida. A tendência está clara nas marcações das quadras de grama de Wimbledon. De uns tempos para cá, o desgaste fixa-se apenas no fundo quadra, linha de base. Há muitos anos formava-se um triângulo com uma das pontas próxima à rede.
Além disso, segundo Paulo Cleto, alguns poucos e determinantes eventos fizeram este estilo tornar-se raridade nos dias atuais. O mais importante foi a reação dos técnicos/professores com o fato dos grandes sacadores se imporem com tanta ferocidade. Outro evento foi a reação dos donos dos torneios, e da torcida, com a falta de ralis e pouco tempo de bola em jogo. Apareceram estatísticas mostrando que os confrontos tinham mais tempo de intervalos do que propriamente disputas. Goran Ivanisevic, tenista adepto deste estilo, por exemplo, chegou a afirmar, após ser questionado sobre o assunto, que "ele estava em busca do título e dos prêmios em libras esterlinas. Se o público queria vê-lo trocando bolas, que o pagassem por uma exibição, que aí sim estaria disposto a dar espetáculo".
Assim, os donos dos torneios apressaram as mudanças, sempre diminuindo a velocidade do jogo, equilibrando a força que as novas gerações de tenistas trouxeram – por conta da altura, cordas e raquetes.
O último grande remanescente deste estilo talvez tenha sido o inglês Tim Henman, que se aposentou em 2007.
Para a ex-jogadora Maria Esther Bueno, este estilo está em decadência, pois os tenistas de hoje não treinam o fundamento do voleio."Ninguém mais joga dupla. É o primeiro passo para aprender a volear.", diz Maria Esther.
Em 2014, A dupla campeã do ATP Finals foi composta pelos espanhóis Fernando Verdasco e David Marrero, que são jogadores Baseliners, ou seja, que jogam a maior parte do tempo no fundo de quadra, mostrando que até em duplas - sua fiel categoria - o saque e voleio vem perdendo gradativamente espaço.

## Notáveis Jogadores de Serviço e Voleio

### Masculino
- Bill Tilden
- Ellsworth Vines
- Don Budge
- Ivo Karlovic
- Marcelo Melo
- Stefan Edberg
- John McEnroe
- Goran Ivanišević
- Patrick Rafter

### Feminino
- Elizabeth Ryan
- Margaret Court
- Martina Navratilova
- Jana Novotná
- Martina Hingis
- Justine Henin
- Amelie Mauresmo